# Klimontów

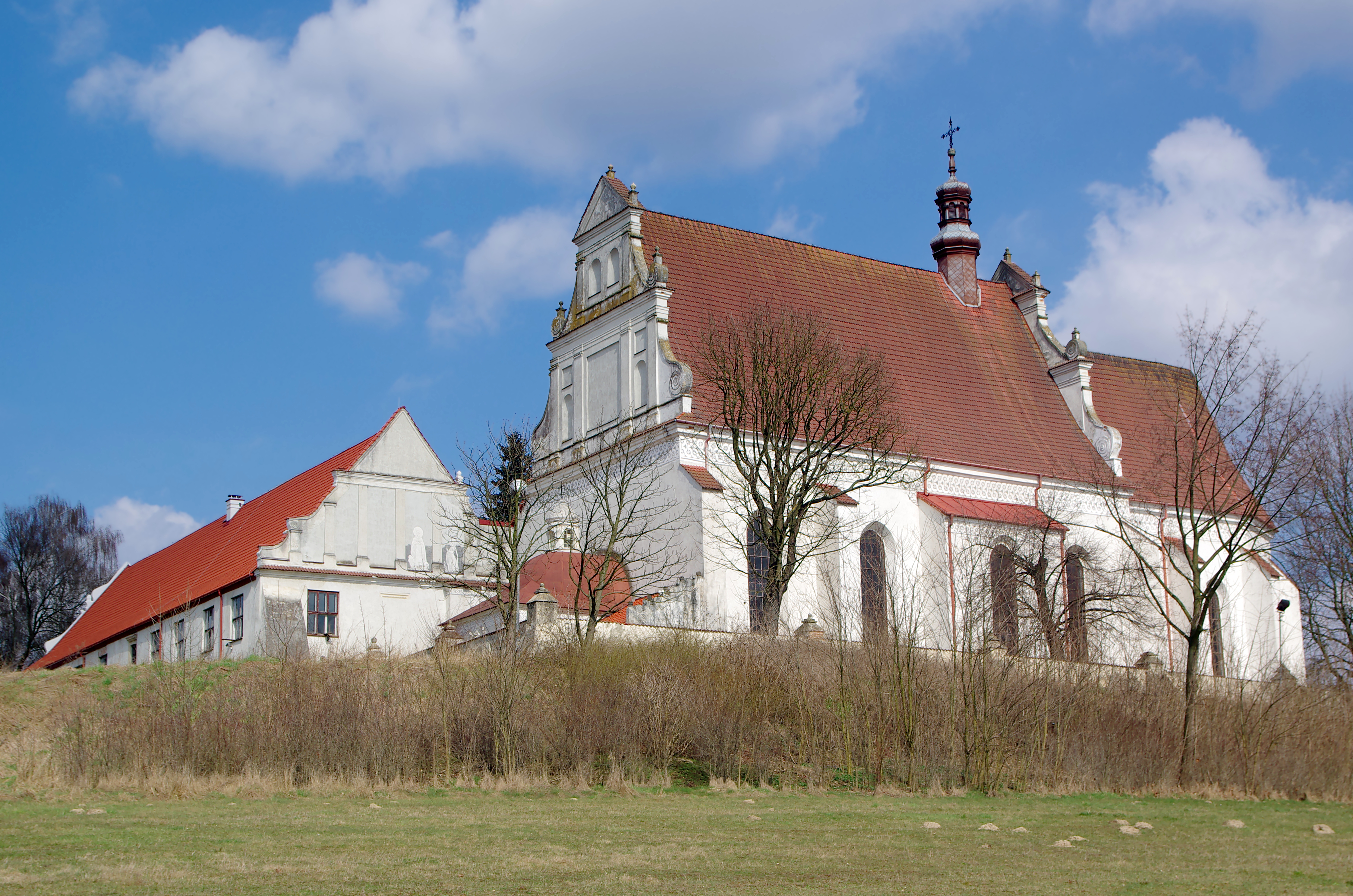
Kościół i klasztor podominikański

Klimontów – miasto w Polsce położone w województwie świętokrzyskim, w powiecie sandomierskim, na Wyżynie Sandomierskiej. Siedziba gminy Klimontów. Miasto jest członkiem Unii Miasteczek Polskich.
W latach 1975–1998 miejscowość należała do województwa tarnobrzeskiego. Przez miasto przebiega droga krajowa nr 9 z Radomia do Rzeszowa, a także droga wojewódzka nr 758. Miasto znajduje się też na Małopolskiej Drodze św. Jakuba.

## Historia
Miasto Klimontów powstało w połowie XIII w. Znajdowało się na terenie współczesnej miejscowości Górki. Obok niej, na gruntach wsi Ramuntowice (lub Ramułtowice) powstało miasto. Założył je na mocy królewskiego przywileju Jan Zbigniew Ossoliński 2 stycznia 1604 roku.
W 1611 r. miasto otrzymało przywilej na 3 jarmarki w roku oraz 2 targi w tygodniu. W 1613, w Klimontowie wzniesiono klasztor dominikanów, a w latach 1643–1646 kolegiatę z fundacji Jerzego Ossolińskiego. Miasto było ośrodkiem dóbr ziemskich złożonych z 9 folwarków.
W 1663 r. Klimontów miał 24 domy i 530 mieszkańców (w tym 129 Żydów). W 1827 r. było tu 118 domów i 1314 mieszkańców. Miejscowa ludność poza rolnictwem zajmowała się wyrobem sukna. W drugiej połowie XVIII w. powstała tu manufaktura sukiennicza.
W 1656 roku w czasie potopu szwedzkiego żołnierze szwedzcy w czasie pobytu w mieście po ograbieniu zniszczyli budynek kościoła.
W 1784 roku miasteczko Klimontów wraz z Zagajami należało do Leduchowskich.
Od końca 1809 roku do kwietnia 1811 roku w Klimontowie stacjonowała część 1 Pułku Strzelców Konnych.
W czasie powstania listopadowego w Klimontowie sformowano batalion 12 pułku piechoty liniowej.
Klimontów utracił prawa miejskie w 1870 roku na mocy ukazu carskiego.
W 1901 urodził się tu poeta Bruno Jasieński. Od 2002 do 2011 roku każdego lata w Klimontowie odbywał się poświęcony pisarzowi festiwal Brunonalia.
W czasie I wojny światowej, w latach 1914–1915 w okolicy Klimontowa toczyły się walki pomiędzy wojskami austriackimi (m.in. cieszyński pułk Obrony krajowej) a rosyjskimi. Kwatera poległych żołnierzy austriackich zachowała się do dziś na cmentarzu parafialnym.
W 1921 osada miała około 6000 mieszkańców, a w 1939 – 4500.
We wrześniu 1939 r. miejscowość znalazła się pod okupacją niemiecką.
W czerwcu 1942 Niemcy utworzyli w Klimontowie getto dla ludności żydowskiej. Przebyli w nim Żydzi z Klimontowa, innych miejscowości powiatu sandomierskiego oraz ok. 200 Żydów z Wiednia. Podczas likwidacji getta w październiku-listopadzie 1942 ok. 4 tys. osób wywieziono do obozu zagłady w Treblince, 300 do getta w Sandomierzu, a ok. 100 niezdolnych do transportu zamordowano na miejscu.
W 1943 r. w Klimontowie Niemcy rozstrzelali 24 osoby.  
W 1944 r. w trakcie walk prowadzonych przez armię niemiecką i Armię Czerwoną zniszczeniu uległa m.in. kolegiata. Walki zakończyły się zdobyciem Klimontowa przez żołnierzy 13 Armii.
W dniu 16 kwietnia 1945 roku w domu przy ulicy Sandomierskiej zamordowano Abrama Złotnickiego, Rywkę Pęczyn, Chila Ledermana, Szmuela Ledermana, Chila Gotliba, Chaskiela Grosfelda. W wyniku mordu Józef Batorski pseudonim „Orzech” został skazany na karę śmierci, natomiast pozostałych oskarżonych uniewinniono. W latach 60. XX wieku do winy przyznał się także Włodzimierz Gadulski, którego skazano na 11 lat więzienia.
Po okupacji niemieckiej i zagładzie ludności żydowskiej, w 1946 liczba mieszkańców Klimontowa zmniejszyła się do 2200.
W dniu 1 stycznia 2020 Klimontów odzyskał prawa miejskie.

## Zabytki

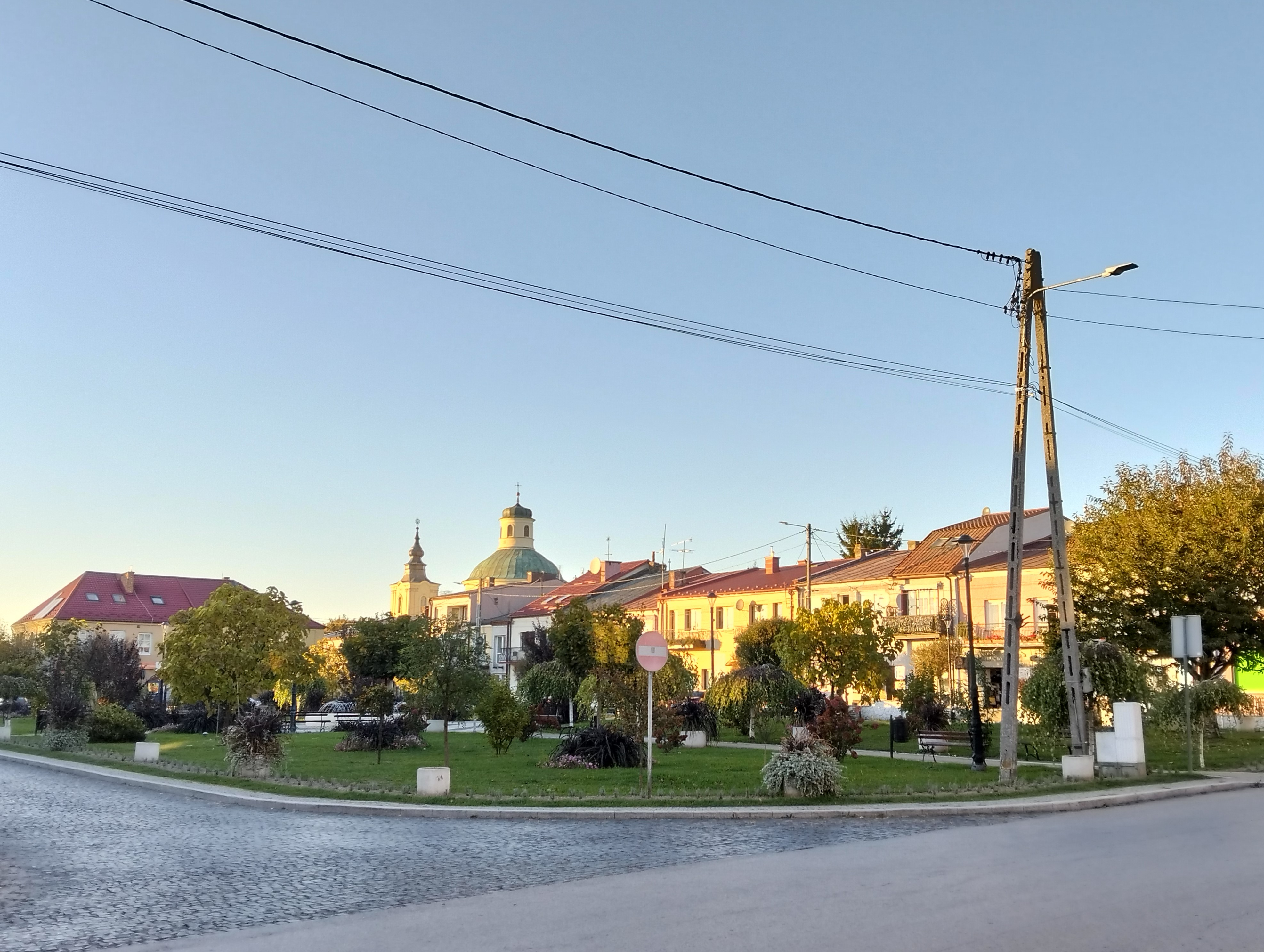
Rynek klimontowski

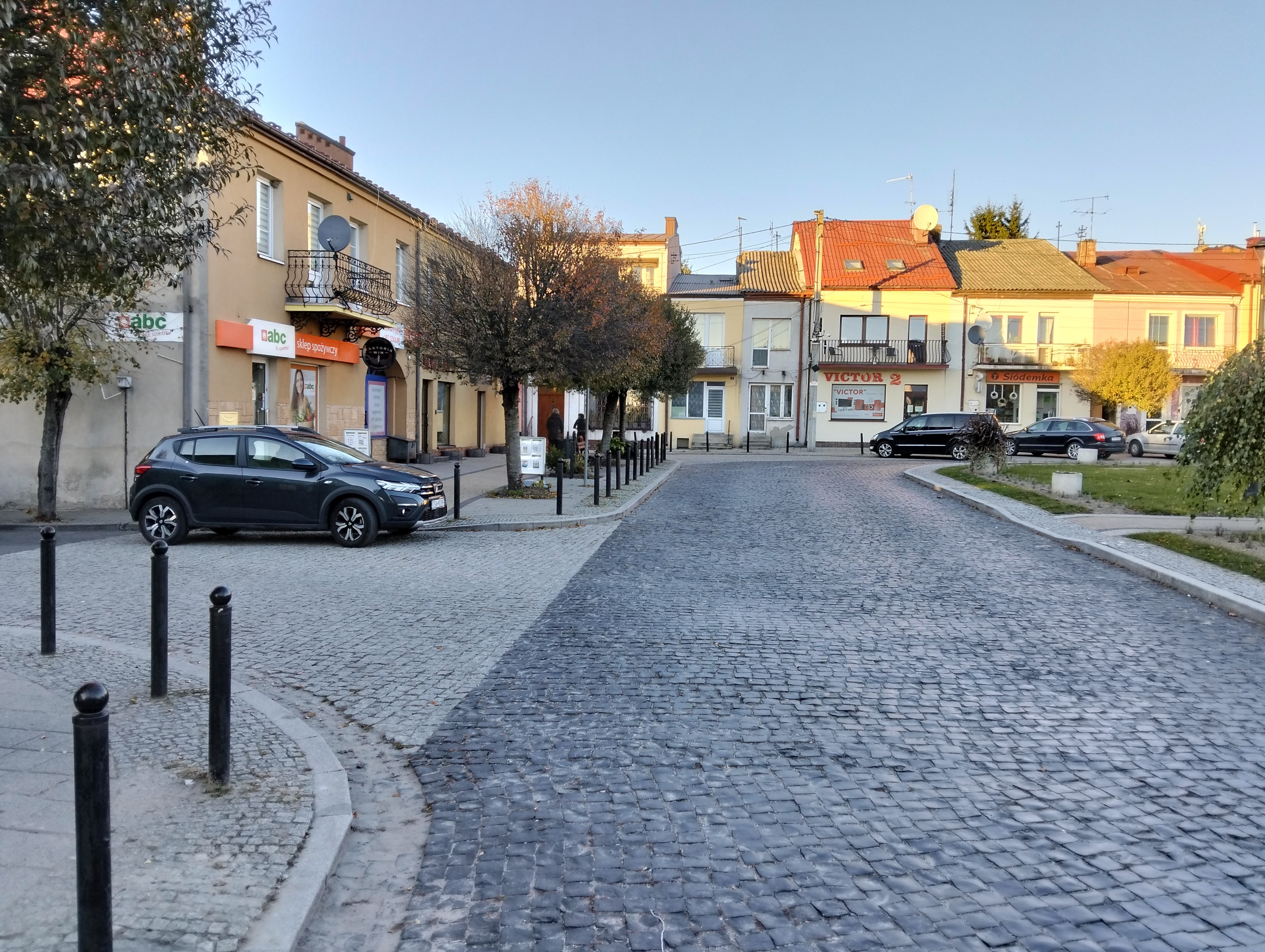
Fragment Rynku

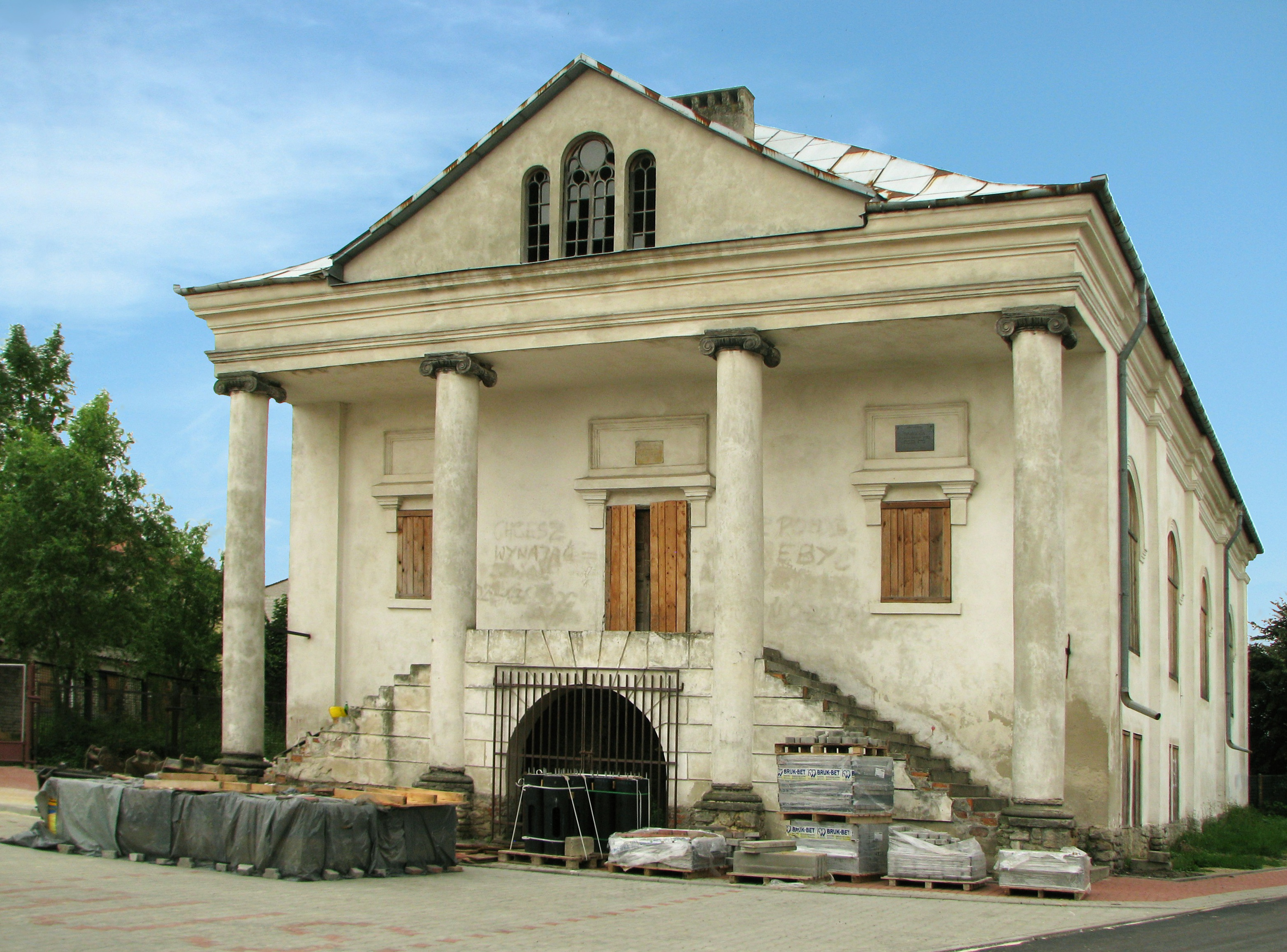
Synagoga w Klimontowie

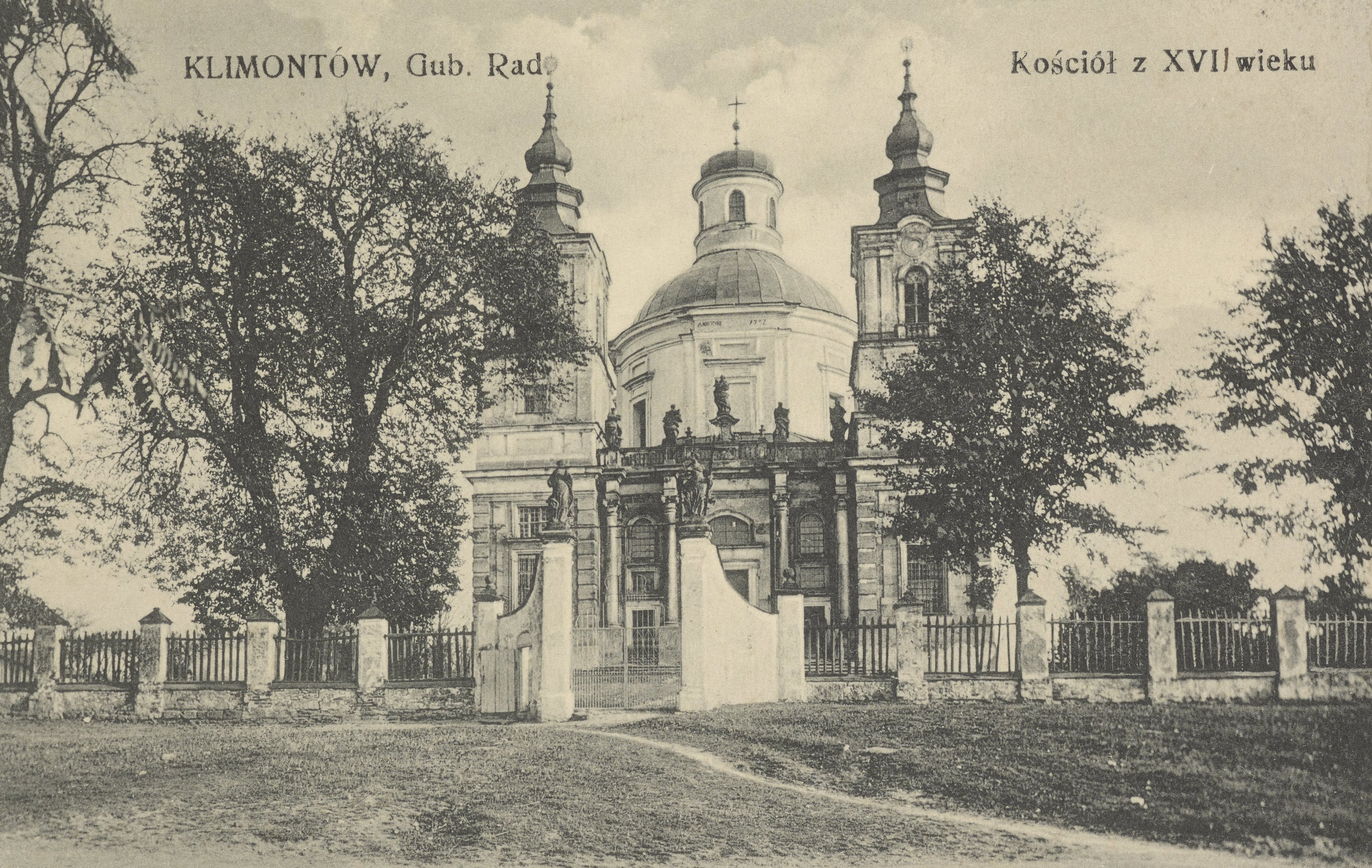
Widok kościoła parafialnego sprzed 1911 r.

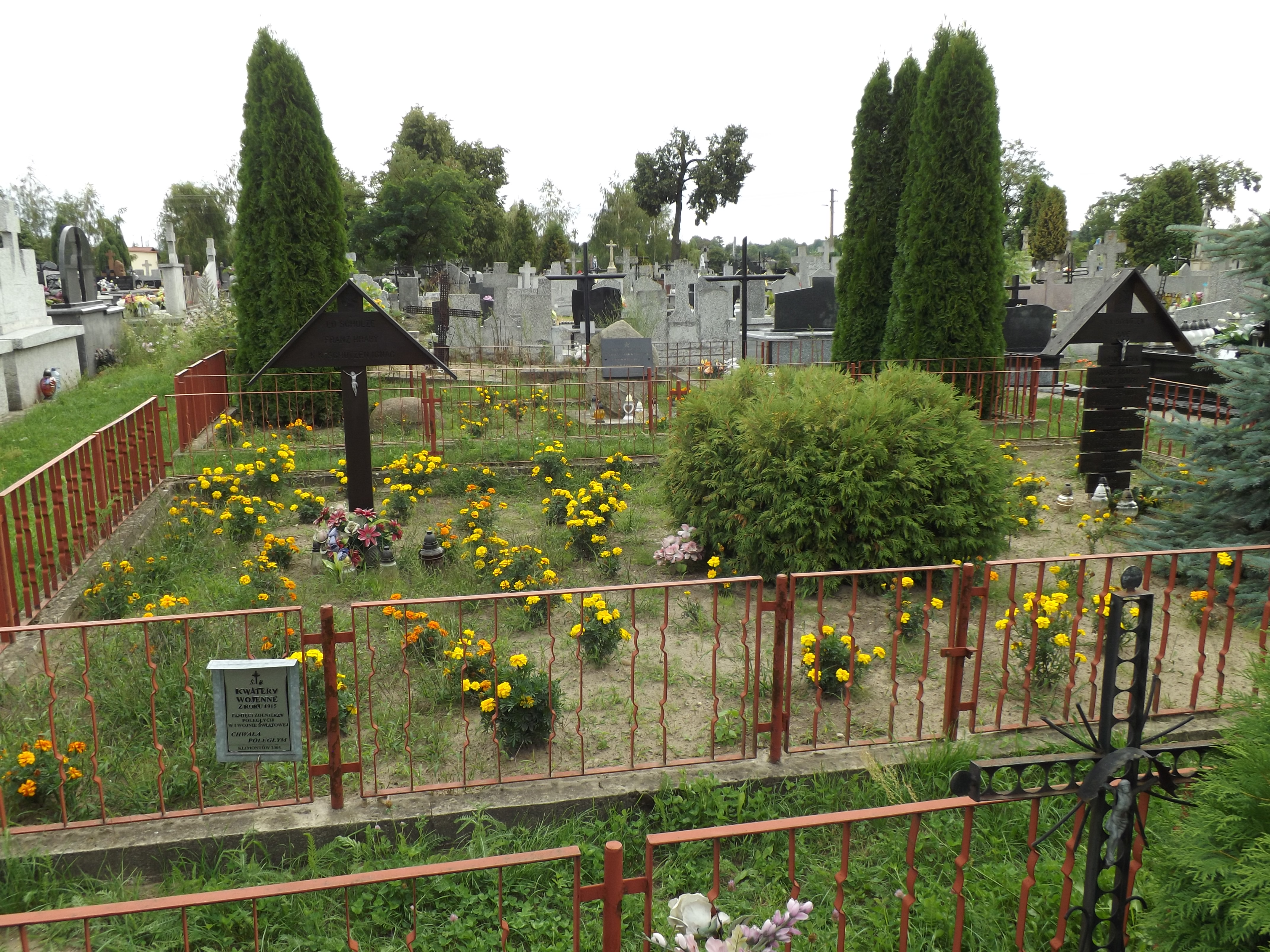
Cmentarz w Klimontowie. Na pierwszym planie groby żołnierzy z I wojny światowej, na drugim Armii Czerwonej.

- Układ urbanistyczny miasta, wpisany do rejestru zabytków nieruchomych (nr rej.: A.676 z 22.05.1984)[12].
- Zespół kościoła kolegiackiego (nr rej.: A.677/1-4 z 10.01.1966, z 1.03.1967 z 14.06.1977)[12]:
  - barokowa kolegiata pw. św. Józefa, fundacji Jerzego Ossolińskiego, wybudowana w latach 1643–1650,
  - brama na cmentarz kościelny z końca XVIII w.,
  - kapliczka św. Józefa przed kościołem z II połowy XVIII w.,
  - plebania z połowy XVIII w., przebudowana w 1890 r.
- Synagoga z 1851 r. (nr rej.: A.680 z 1.03.1967 i z 14.06.1977)[12].
- Zespół klasztorny dominikanów (nr rej.: A.678/1-3 z 3.03.1972 i z 14.06.1977)[12]:
  - kościół pw. NMP i św. Jacka, wybudowany w latach 1617–1620,
  - klasztor dominikanów z 1620 r., przebudowywany w XVIII i XIX – XX w.,
  - ogrodzenie murowane terenu klasztornego z bramą z XVII – XVIII w.
- Cmentarz rzymskokatolicki z 1843 r. (nr rej.: A.679 z 13.06.1988)[12].
- Zabudowa rynku (nr rej.: A.681 z 30.05.1972 oraz 109/A z 28.07.1982)[12].

## Turystyka
Przez miasto przechodzi  zielony szlak turystyczny z Chańczy do Pielaszowa,  czerwony szlak turystyczny z Gołoszyc do Piotrowic oraz  zielony szlak rowerowy z Sandomierza do Ujazdu.

## Osoby związane z Klimontowem
- Jan Zbigniew Ossoliński (1555–1623) – założyciel Klimontowa i fundator klasztoru dominikanów.
- Jerzy Ossoliński (1595–1650) – marszałek Sejmu, dyplomata, fundator kolegiaty w Klimontowie.
- Ignacy Hilary Ledóchowski (1789–1870) – generał brygady, uczestnik wojen napoleońskich.
- Jakub Zysman (1861–1926) – lekarz i społecznik, określany mianem „Klimontowskiego Judyma”.
- Bruno Jasieński (1901–1938) – poeta, twórca teatru amatorskiego w Klimontowie.
- Tadeusz Szeląg (ur. 1920) – polski wojskowy, żołnierz Batalionów Chłopskich.
- Zdzisław Goszczyński (1897–1940) – polski wojskowy, legionista.
- Rafał Staszewski (ur. 1977) – dziennikarz i regionalista, autor .
- Stanisław Szwarc-Bronikowski (1917–2010) – publicysta, podróżnik i filmowiec.